# Standard Beaverette
Standard Beaverette (właściwie Standard Car 4x2 lub Car, Armoured, Light Standard) – brytyjski samochód pancerny produkowany podczas II wojny światowej.

## Historia
Pierwsza wersja tego pojazdu została skonstruowana w 1940 roku przez Standard Motor Company na zlecenie Lorda Beaverbrooka, ministra produkcji lotniczej (stąd przydomek samochodu "Beaverette"). Konstrukcja bazowała na podwoziu cywilnego samochodu, do którego nitami przymocowana została opancerzona karoseria, składająca się ze stalowych blach o grubości 11 mm, które zostały wzmocnione dębowymi deskami o grubości 8 cm.
Pojazd początkowo nie był opancerzony od góry oraz z tyłu. Uzbrojenie pojazdu stanowił karabin maszynowy Bren, z którego można było prowadzić ogień przez otwór umieszczony w przedniej części pojazdu. W następnych wersjach dodano pełne opancerzenie, a także wieżę dla karabinu maszynowego – w przypadku karabinu Bren była ona w pełni opancerzona, natomiast dla podwójnie sprzężonego karabinu maszynowego Vickers była ona odkryta. Niektóre pojazdy uzbrajane były w karabin przeciwpancerny Boys. Inne, służące jako wozy łączności wyposażano w radiostacje No. 11 lub No. 19. Produkcję zakończono w roku 1942. W ciągu dwóch lat wyprodukowano około 2800 sztuk tych pojazdów.
Beaverette używany był przez British Army oraz Royal Air Force, głównie do zadań szkoleniowych oraz obrony wewnętrznej. Żołnierze skarżyli się na pojazd – szczególnie na jego znaczną masę oraz trudności z kierowaniem.
Jeden z zachowanych do dzisiaj pojazdów w wersji Mk III należy do ekspozycji Imperial War Museum Duxford.

## Warianty
- Mk I – wersja początkowa.

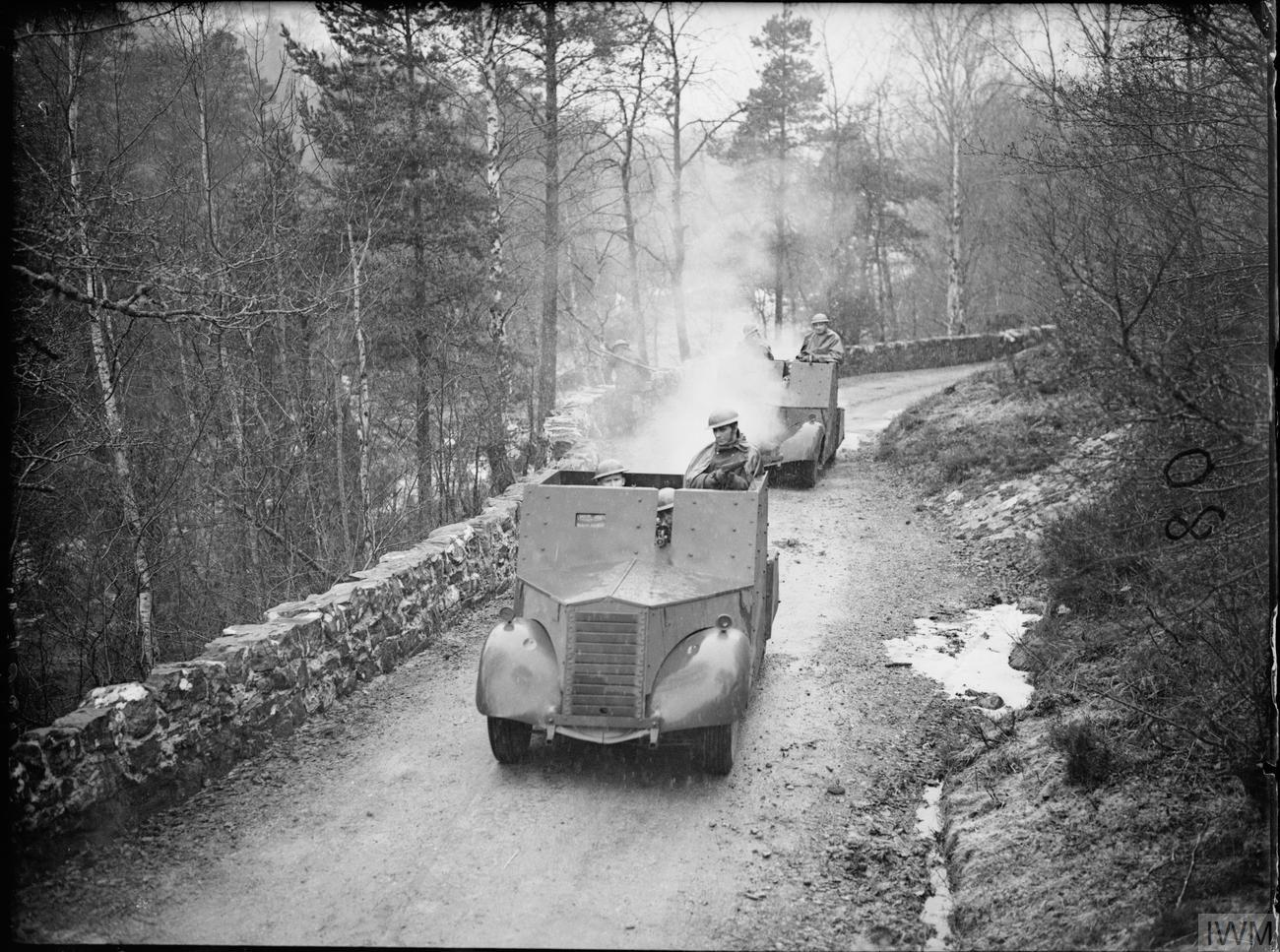
Lekkie samochody rozpoznawcze Standard Beaverette Mk II obsadzone przez członków Home Guard w północnej Szkocji, 14 lutego 1941

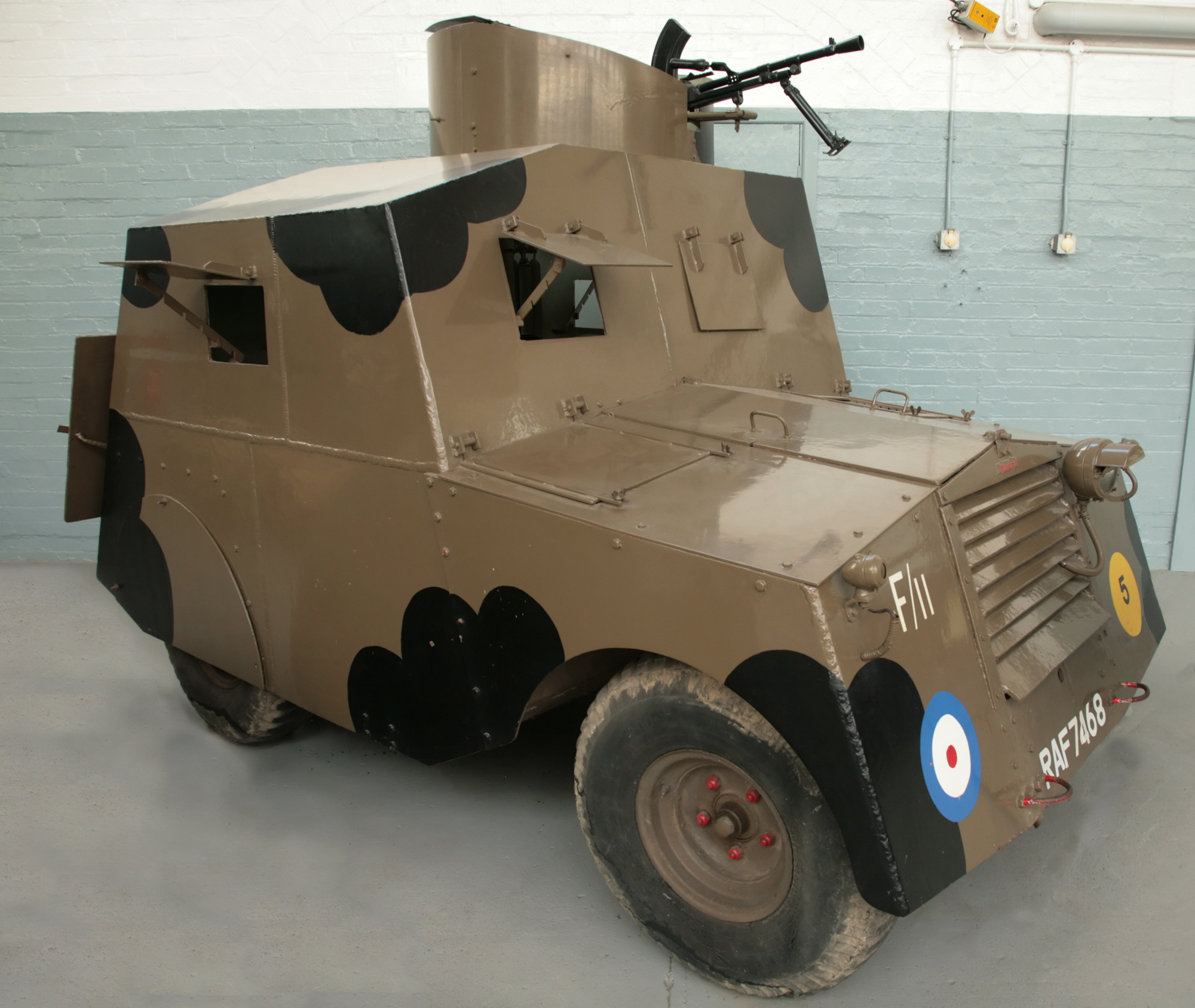
Beaverette Mk III

- Mk II – wersja z opancerzonym tyłem, ze zmienioną orientacją atrapy chłodnicy z pionowej na poziomą[1].
- Mk III Beaverbug – wersja ze skróconym podwoziem, przeprojektowanym nadwoziem (usunięto zaokrąglone nadkola), pełnym opancerzeniem oraz wieżyczką dla karabinu maszynowego.
- Mk IV – wersja z przeprojektowanym przednim pancerzem, w celu zwiększenia widoczności.
- Podobny samochód, znany jako Beaverette (NZ), był produkowany w Nowej Zelandii przez warsztaty kolejowe w Hutt Valley. Samochód ten używał podwozia samochodu Ford CMP (Canadian Military Pattern) o ładowności 0,75 lub 1 tony, a jako opancerzenia użyto stalowych płyt pochodzących ze złomowanych statków "Port Bowen" i "Mokoia". Załogę pojazdu stanowiły cztery osoby. Wyprodukowano 208 egzemplarzy tego pojazdu[2].